# Hermes (vervoerbedrijf)
Hermes (voluit: Hermes Groep NV) is een Nederlands vervoerbedrijf dat het stads- en streekvervoer verzorgt in het Samenwerkingsverband Regio Eindhoven (SRE) en in de Stadsregio Arnhem Nijmegen. In de laatste regio rijdt Hermes onder de merknaam Breng. Naast busdiensten in de genoemde regio's verzorgt Hermes in de Stadsregio Arnhem Nijmegen tevens een treindienst, onder de merknaam Brengdirect. Sinds 11 december 2016 rijden alle bussen in de provincie Noord-Brabant onder de merknaam Bravo (Brabant vervoert ons).

## Geschiedenis
Het bedrijf is in 1995 ontstaan uit een fusie van Zuidooster (ZO) uit Gennep en Verenigd Streekvervoer Limburg (VSL) uit Heerlen. De nieuwe onderneming werd genoemd naar de Griekse god Hermes die de beschermheer van de wegen, reizigers en koophandelaren was. Het hoofdkantoor van Hermes was in Weert, gekozen omdat Weert centraal in het nieuwe vervoergebied lag en geen historische binding met Zuidooster of VSL had. Bij ontstaan had Hermes een groot vervoergebied, bestaande uit het Gelderse Rivierenland, het streekvervoer rond Nijmegen (in samenwerking met CVD en later Novio), streekvervoer in het noordoosten van Noord-Brabant ten oosten van de lijn Eindhoven-Veghel-Uden-Oss, inclusief stadsdiensten in Helmond en Eindhoven, en de gehele provincie Limburg. Het noorden van Limburg was vroeger in handen van Zuidooster en de rest van Limburg, met uitzondering van de stadsdienst van Maastricht die gereden werd door SBM, was het gebied van VSL. De aandelen waren voor een groot deel in handen van de VSN-Groep.
Hermes werd onderverdeeld in vijf Business Units (BU): BU Vervoer Eindhoven (met onder andere rayons Eindhoven, Helmond), BU Vervoer Nijmegen (met onder andere rayons Nijmegen, Gennep, Tiel en Uden), BU Vervoer Noord- en Midden-Limburg (met onder andere rayons Venlo, Weert en Roermond), BU Vervoer Zuid-Limburg (met onder andere rayons Sittard, Maastricht en Heerlen) en BU Techniek.
In 1998 werd Hermes ingedeeld bij de VSN-2 Groep en bestemd voor verkoop. Hermes werd uiteindelijk niet verkocht en werd een dochteronderneming van Connexxion, een fusie van de bedrijven uit de VSN-1 Groep.
Tegenwoordig is het hoofdkantoor in Eindhoven gevestigd, zodat het kantoor weer in het concessiegebied van Hermes staat.

## Openbare aanbestedingen
Hermes is sinds zijn ontstaan een aantal concessies kwijtgeraakt. Vervoer in de Zuid-Limburgse concessie Heuvelland ging in mei 1995 naar het Amerikaanse Vancom, welke in 1998 werd overgenomen door Arriva. Arriva verkocht de Limburgse tak aan Connex (nu Veolia) en deze reed hier onder de naam Limex wat in 2006 werd ingelijfd bij Veolia Transport. Het busvervoer in het Gelderse Rivierenland ging over naar Arriva.
In 2002 raakte Hermes de concessie Noordoost Brabant kwijt aan BBA en werd het vervoer in Noord-Brabant beperkt tot het gebied van de SRE. Hierdoor werden vanaf 5 januari 2003 bestaande lijnen naar Nijmegen geknipt in Cuijk (lijn 91 Uden-Cuijk-Nijmegen tot 91 en 55), Grave (lijn 90 's-Hertogenbosch-Nijmegen en lijn 92 Sint Anthonis–Nijmegen tot 90/92 en 54) en Uden (lijn 21/121 Eindhoven–Uden–Grave–Nijmegen in 21/121 tot 99/199). Hermes voerde de ritten vanaf Cuijk en Grave uit, BBA de ritten naar Cuijk en Grave. BBA voerde sommige lijnen in samenwerking met Hermes uit, lijn 23 Boxmeer–Helmond (werd compleet door Hermes gereden), lijn 25 Veghel–Helmond (Hermes verzorgde alle ritten in het weekend van Helmond tot aan Boekel, het einde van het SRE gebied), lijn 99/199 Uden–Nijmegen (werd compleet door Hermes gereden) en lijn 21/121 Uden–Eindhoven. In december 2003 werd lijn 21 ingekort tot Beek en Donk–Eindhoven en ging geheel naar Hermes. Sneldienst 199 werd opgeheven en sneldienst 121 verloor het sneldienst karakter door delen van de route van lijn 21 over te nemen. Lijn 121 bleef in samenwerking met BBA uitgevoerd worden, BBA reed grootste deel van de ritten, op maandag t/m vrijdag reed Hermes tot 19.00 een deel van de ritten.
Vanaf 5 januari 2003 ging de concessie voor het Gelderse Rivierenland van Hermes over naar Arriva. Doorgaande lijnen van Nijmegen via Druten werden geknipt in Druten.
In 2005 kreeg Hermes te horen dat het bij de openbare aanbesteding de concessies Meierij en Oost-Brabant in Noord-Brabant had gewonnen. De provincie bleek echter een rekenfout gemaakt te hebben en de lijn ging naar Arriva. BBA tekende protest aan en de aanbesteding werd ongeldig verklaard en moest opnieuw gebeuren.
Op 10 december 2006 heeft Veolia Transport Limburg de concessies Zuid-, Midden- en Noord-Limburg, omvattende al het busvervoer en de regionale spoorlijnen in de Provincie Limburg, overgenomen. Hierdoor verdween Hermes uit Limburg.
Op 10 december 2006 zou Hermes de concessies in het oosten van Brabant overnemen van BBA/Veolia, welke de voormalige concessie Noord-Oost en Meierij (stadsvervoer in 's-Hertogenbosch en het omliggende streekvervoer) omvat. Hierdoor zou Hermes weer terug in het oosten van Noord-Brabant komen. Connexxion gaf in oktober 2006 te kennen zich geheel terug te willen trekken door een administratieve fout in de offerte. De Provincie Noord-Brabant ging hiermee niet akkoord en beide partijen spanden een rechtszaak aan. Na verschillende stakingen door BBA personeel kwam er een nieuw akkoord waarin Arriva de concessies van Hermes zou overnemen per 1 januari 2007. De samenwerking die met BBA opgezet was op de geknipte lijnen bleef in stand.
Hiermee werd het gebied waarin Hermes reed beperkt tot Eindhoven, Helmond, de omliggende streekdiensten in SRE/De Peel en Nijmegen, waar het de streekdiensten van KAN-Zuid voor haar rekening nam.
Op 28 januari 2008 werd bekendgemaakt dat Hermes de aanbesteding van het gehele SRE-gebied heeft gewonnen. De nieuwe concessie ging in op 14 december 2008 en duurt maximaal 8 jaar. Hermes behield hiermee zijn eigen concessies in dit gebied en won de concessie De Kempen (tot dan toe verzorgd door BBA).
De ingang van de nieuwe concessie werd gevierd met een dag gratis busvervoer, samenvallend met een koopzondag in Eindhoven. Vanaf die dag keerde ook lijn 121 terug naar Hermes, welke sinds 2002 in gezamenlijke exploitatie met eerst BBA en daarna Arriva is uitgevoerd.
In 2009 werd de nieuwe concessie voor het vervoersgebied van de Stadsregio Arnhem Nijmegen (nieuwe naam voor het KAN) gewonnen door Novio. Novio, Hermes en Connexxion gingen vanaf 13 december 2009 in deze regio verder onder de naam Breng. Hiermee verdween Hermes ook uit Nijmegen.
Op 17 mei 2011 maakte de Stadsregio Arnhem Nijmegen bekend dat Hermes zich als een van twee vervoerders had ingeschreven voor de nieuwe concessie met ingang van 9 december 2012. Keolis was de andere inschrijver. Deze lang lopende concessie van 10 jaar omvat behalve de busdiensten in de regio Arnhem-Nijmegen ook de treindienst Arnhem-Doetinchem. Bij winst zou Hermes de productnaam van Breng moeten gaan verder voeren. Op 14 juni 2011 werd door de Stadsregio bekendgemaakt dat de concessie aan Hermes gegund is. Vanaf 9 december 2012 verzorgt Hermes voor 10 jaar het openbaar vervoer in de Stadsregio Arnhem-Nijmegen en keerde daarmee terug naar een deel van haar oude vervoersgebied. Aangezien deze aanbesteding ook de regionale treindienst Arnhem – Doetinchem omvat, is Hermes sinds 9 december 2012 ook actief op het spoor.
De nieuwe busconcessie in Zuidoost-Brabant – die op 15 december 2015 toegekend werd aan Hermes – ging op 11 december 2016 in. Dat hing samen met de aanschaf van 43 nieuwe elektrische bussen en de laadinfrastructuur die nodig is om deze bussen te kunnen laten rijden.

## Experimenten met vormen van openbaar vervoer
Hermes heeft in Nederland een aantal revolutionaire experimenten gedaan met diverse vormen van openbaar vervoer. Omdat Hermes reed/rijdt in dunbevolkte gebieden zijn onder andere Ho & Go en de Lijntaxi ontwikkeld.
Hermes was ook de eerste in Nederland dat experimenteerde met dynamische reisinformatie aan bushalten in dunbevolkte gebieden. In de zomer van 2005 verrezen in Sittard en omgeving de zogenaamde Infotins. Deze Infotins verdwenen weer na het verlies van de concessie. De Infotins verrezen later weer in het gebied van het Samenwerkingsverband Regio Eindhoven waar ook al een ander systeem van dynamische reisinformatie in werking was.

## Materieel
Zowel van Zuidooster als VSL kwamen vele DAF/Den Oudsten MB200 standaardstreekbussen, DAF SB220/Den Oudsten B88 en DAF SB220/Den Oudsten B89 Alliance bussen naar Hermes. Vanuit Zuidooster kwamen ook gelede B89 Alliance bussen op een DAF SBG220 chassis en DAF SB220/Berkhof ST2000 stadsbussen en van VSL gelede bussen van Berkhof op een SBG220 chassis. De streekbussen behielden hun gele kleuren en kregen blauwe schortplaten.
Hermes investeerde in een nieuwe generatie van Alliance bussen, de B95 integraal bus. Deze bussen werden geleverd in de nieuwe Hermes huisstijl, wit met schuine verticale blauwe en gele strepen. Er werden meer dan tachtig van dit soort aangeschaft om de verouderde standaardstreekbussen te kunnen vervangen. Voor de stadsdienst in Eindhoven schafte Hermes onder meer B96 Alliance stadsbussen, Berkhof Premier bussen en later de nieuwe Jonckheer stadsbus van Berkhof. Sinds 2003 schafte Hermes geleidelijk de nieuwe Berkhof Ambassador aan. De eerste bussen gingen grotendeels naar Limburg en een enkele naar Nijmegen om de laatste standaardstreekbussen te vervangen. Hermes schafte meer dan honderd van deze bussen aan.
Met het verlies van de concessies in Limburg zat Hermes opeens met een bussenoverschot. Een deel van de busvloot is in het weekend van 9 en 10 december 2006 overgebracht uit Limburg naar Friesland. Connexxion had aldaar de concessies Noord- en Zuidwest-Friesland overgenomen van Arriva. Het betrof de B95 Alliance bussen en de eerste generatie Ambassador bussen (1700 serie), op drie bussen na die in Eindhoven de oudste stadsbussen vervangen hadden. Ook waren enkele bussen naar andere concessies van Connexxion gegaan. Doordat Hermes een groot deel van de vloot niet meer nodig had, konden deze bussen instromen bij Connexxion. Het was de bedoeling dat een groot deel van de moderne bussen de oudere bussen in Eindhoven ging vervangen zodra Connexxion kon beschikken over nieuwe bussen voor Friesland.
Bijna alle Ambassador bussen van de 1800 serie uit Limburg zijn naar Eindhoven/Helmond en Nijmegen gegaan waar ze de B88 en B89 Alliance bussen gingen vervangen. Hierdoor reden er op de streekdiensten van Hermes vanaf dat moment alleen nog Ambassador en B95 Alliance bussen.
In februari 2007 werd een deel van het wagenpark van Arriva in Noord-Brabant afgekeurd. Als tijdelijk vervangende bussen had Arriva onder andere terzijde gestelde B88, B89 Alliance en B95 Alliance van Hermes gehuurd.
In september 2007 werden een aantal Alliance bussen van stalling Nijmegen voorzien van stickers met de opdruk "Waalsprinter". Dit is een snelle busverbinding tussen transferium Ressen met het centrum van Nijmegen en de universiteitswijk Heijendaal.
Vanaf november 2008 werd het wagenpark in de regio Eindhoven vernieuwd. Het wagenpark moest volgens de nieuwe concessie-eisen worden vernieuwd. Voor de streekdiensten kwamen nieuwe Ambassador bussen. Voor de stadsdienst van Eindhoven kwamen bussen van het type MAN Lion's City in dienst. De huisstijl werd voor deze bussen gemoderniseerd. Op 14 december 2008, de ingang van de nieuwe concessie, waren alle nieuwe bussen in dienst genomen. Verder maakte Hermes ook gebruik van Phileas voertuigen. Deze voertuigen waren eigendom van het SRE. De Jonckheer stadsbussen gingen voor een korte periode naar Novio in Nijmegen. De Ambassadors werden door Connexxion naar andere gebieden doorgeschoven. De rest van het materieel ging buiten dienst. Later kwamen enkele Ambassadors terug naar Eindhoven om te dienen als reservebussen. Deze bussen werden in de nieuwe huisstijl gespoten.
Vanaf december 2009 verdwenen de laatste Hermes bussen in Nijmegen. Enkele bussen werden omgestickerd naar Breng kleuren, andere bussen werden door Connexxion buiten dienst gesteld of ontdaan van hun Hermes strepen en doorgeschoven naar andere gebieden.
Voor de nieuwe concessie Arnhem Nijmegen werden enkele bussen van de vorige concessie overgenomen, zoals trolleybussen in Arnhem en de Citaro stadsbussen op aardgas uit Nijmegen. Per 9 december 2012 kwam een nieuwe vloot in dienst voor de streekdiensten. Hiervoor schafte Hermes bussen van het type MAN Lion's City aan. Voor HOV lijnen werd voor een luxere uitvoering van deze bus gekozen. Alle bussen in de regio Arnhem Nijmegen rijden in de kleuren en naam van Breng. De logo's en de naam van Hermes zijn niet zichtbaar.
Vanaf half april 2016 werden de Hermes bussen omgebouwd naar de huiskleuren van de provincie Noord-Brabant (rood-wit). De bussen met een EURO5 motor werden niet omgebouwd, en gingen in december 2016 uit dienst. Alle bussen in heel de provincie gingen vanaf 11 december 2016 rijden onder de formule 'BRAbant Vervoert Ons' oftewel "Bravo".
Sinds januari 2017 zijn ex-Amsterdamse waterstofbussen 007 en 008 in gebruik genomen naast de vele VDL Citea SLFA-181 Electric bussen. Deze Phileas voertuigen hebben de nummers 1291 en 1290 en reden tot en met 2019 dagelijks nog een rondje door Eindhoven.

### Overzicht wagenpark
| Series     | Bustype                  | Inzetgebied                                                                                            | Opmerkingen | Afbeelding |
| ---------- | ------------------------ | --- | --- | ---------- |
| 1241       | Den Oudsten B89          | KAN-zuid                                                                                               | Buiten dienst, geëxporteerd. Werd in de laatste jaren nog gebruikt als lesbus. |            |
| 1242       | Berkhof ST2000NLF        | Stadsdienst Eindhoven                                                                                  | LPG-bus. Buiten dienst, geëxporteerd. |            |
| 1319–1324  | Berkhof Excellence 1000L | SRE de Peel                                                                                            | Buiten dienst, geëxporteerd. |            |
| 1838–1846  | Hainje CSA II            | Stadsdienst Venlo                                                                                      | Voormalig Zuidooster. Buiten dienst, geëxporteerd. |            |
| 1847–1868  | Hainje CSA II            | Stadsdienst Eindhoven                                                                                  | Voormalig Zuidooster. Buiten dienst, geëxporteerd. |            |
| 1975–1998  | Standaardstreekbus       | Rivierenland, KAN-zuid, Regio Eindhoven                                                                | Voormalig Zuidooster. Buiten dienst, geëxporteerd. |            |
| 2000–2012  | Hainje CSA III           | Stadsdienst Eindhoven en Stadsdienst Venlo                                                             | Voormalig Zuidooster. Buiten dienst, geëxporteerd. |            |
| 2026–2030  | Berkhof ST2000           | Stadsdienst Venlo                                                                                      | Voormalig Zuidooster. Buiten dienst, geëxporteerd. |            |
| 2057–2068  | Berkhof ST2000           | Stadsdienst Eindhoven                                                                                  | Voormalig Zuidooster. Enkele bussen reden nog tot en met 2008 in Eindhoven. 2057 was omgebouwd tot LPG-bus. Buiten dienst, geëxporteerd. |            |
| 3103–3144  | Hainje CSA-III           | Stads- en streekdienst regio Eindhoven, streekdienst regio Nijmegen, stadsdienst Venlo en Rivierenland | Voormalig Zuidooster. |            |
| 3533–3537  | Standaardstreekbus       | KAN-zuid                                                                                               | Voormalig Zuidooster. Buiten dienst, geëxporteerd. |            |
| 3572–3576  | Standaardstreekbus       | Limburg                                                                                                | Voormalig VSL. Buiten dienst, geëxporteerd. |            |
| 3611–3617  | Standaardstreekbus       | KAN-zuid en Rivierenland                                                                               | Voormalig Zuidooster. Buiten dienst, geëxporteerd. |            |
| 3668–3678  | Standaardstreekbus       | Limburg                                                                                                | Voormalig VSL. Buiten dienst, geëxporteerd. |            |
| 3785–3794  | Standaardstreekbus       | Limburg                                                                                                | Voormalig VSL. Buiten dienst, geëxporteerd. |            |
| 3795–3799  | Standaardstreekbus       | KAN-zuid                                                                                               | Voormalig Zuidooster. Buiten dienst, geëxporteerd. |            |
| 3913–3923  | Standaardstreekbus       | KAN-zuid, Oost-Brabant (alles ten oosten van de lijn Oss, Uden, Veghel en Eindhoven)                   | Voormalig Zuidooster. Buiten dienst, geëxporteerd. |            |
| 4883–4886  | Den Oudsten Alliance B89 | Limburg, Oost-Brabant                                                                                  | Voormalig VSL. Kwamen oorspronkelijk in dienst om dienst te doen op de Interliner, maar werden later ingezet op de gewone streekdienst. Buiten dienst, geëxporteerd. |            |
| 4887–4890  | Den Oudsten Alliance B89 | Limburg, Oost-Brabant en KAN-zuid                                                                      | Voormalig Zuidooster. Kwamen oorspronkelijk in dienst om dienst te doen op de Interliner, maar werden later ingezet op de gewone streekdienst. Buiten dienst, geëxporteerd. 4887 en 4889 werden in de laatste jaren nog gebruikt als lesbus. 4887 en 4888 zijn museaal bewaard gebleven. |            |
| 4891–4917  | Den Oudsten Alliance B91 | Limburg, Oost-Brabant en KAN-zuid                                                                      | Buiten dienst, geëxporteerd. |            |
| 4992–4999  | Berkhof Excellence 1000L | Limburg, Oost-Brabant en KAN-zuid                                                                      | Kwamen oorspronkelijk in dienst om dienst te doen op de Interliner, maar werden later ingezet op de gewone streekdienst en stadsdienst van Eindhoven. Buiten dienst, geëxporteerd. |            |
| 5050–5071  | Den Oudsten B88          | Limburg                                                                                                | Voormalig VSL. Buiten dienst, geëxporteerd. |            |
| 5159–5174  | Den Oudsten B88          | Limburg, Oost-Brabant, Rivierenland en KAN-zuid                                                        | Voormalig Zuidooster. Buiten dienst, geëxporteerd. |            |
| 5186–5195  | Den Oudsten B88          | Limburg                                                                                                | Voormalig VSL. Buiten dienst, geëxporteerd. |            |
| 5251–5265  | Den Oudsten B88          | Limburg, Oost-Brabant, Rivierenland en KAN-zuid                                                        | Voormalig Zuidooster. Buiten dienst, geëxporteerd. |            |
| 5266–5268  | Den Oudsten B88          | Limburg                                                                                                | Voormalig Zuidooster. Buiten dienst, geëxporteerd. |            |
| 5322–5331  | Den Oudsten B88          | Limburg                                                                                                | Voormalig Connexxion. Buiten dienst, geëxporteerd. |            |
| 5346–5355  | Den Oudsten B88          | Limburg                                                                                                | Voormalig VSL. Buiten dienst, geëxporteerd. |            |
| 5356–5382  | Den Oudsten B88          | KAN-zuid, Limburg, Oost-Brabant                                                                        | Voormalig Zuidooster. Buiten dienst, geëxporteerd. |            |
| 5402–5417  | Den Oudsten B88          | Limburg                                                                                                | Voormalig VSL. Buiten dienst, geëxporteerd. |            |
| 5456–5461  | Den Oudsten B88          | Limburg                                                                                                | Voormalig VSL. Buiten dienst, geëxporteerd. |            |
| 5462–5478  | Den Oudsten Alliance     | Limburg                                                                                                | Buiten dienst, geëxporteerd. |            |
| 5718–5729  | Den Oudsten Alliance     | Rivierenland                                                                                           | Kwamen oorspronkelijk in dienst om dienst te doen op de Interliner, maar werden later ingezet op de gewone streekdienst. 5718 werd later hernummerd naar 5768. Buiten dienst, geëxporteerd.                                                                                              |            |
| 5730–5733  | Den Oudsten Alliance     | Limburg                                                                                                | Voormalig Midnet. Kwamen oorspronkelijk in dienst om dienst te doen op de Interliner, maar werden later ingezet op de gewone streekdienst. Buiten dienst, geëxporteerd. |            |
| 5760, 5761 | Den Oudsten Alliance     | Limburg                                                                                                | Kwamen oorspronkelijk in dienst om dienst te doen op de Interliner, maar werden later ingezet op de gewone streekdienst. Buiten dienst, geëxporteerd. |            |
| 5768       | Den Oudsten Alliance     | Limburg                                                                                                | Voormalig 5718. Kwam oorspronkelijk in dienst om dienst te doen op de Interliner, maar werd later ingezet op de gewone streekdienst. Buiten dienst, geëxporteerd. Buiten dienst, geëxporteerd.                                                                                           |            |
| 6661, 6662 | Standaardstreekbus       | ? | Voormalig Zuidooster |            |
| 7121–7127  | Berkhof ST2000NL         | KAN-zuid, Limburg, Oost-Brabant, Stadsdienst Eindhoven                                                 | Voormalig VSL. Bussen droegen oorspronkelijk een filmrol, maar dat werd in 2005 vervangen door een LCD-scherm. Deden in de laatste jaren dat de bussen in dienst waren (2004-2007), dienst op de stadsdienst van Eindhoven. Buiten dienst, geëxporteerd.                                 |            |
| 7206–7209  | Mercedes-Benz Sprinter   | Limburg                                                                                                | Voormalig VSL. Buiten dienst, geëxporteerd. |            |
| 7269–7272  | Mercedes-Benz Sprinter   | Limburg                                                                                                | Voormalig VSL. Buiten dienst, geëxporteerd. |            |
| 7277–7281  | Mercedes-Benz Sprinter   | Limburg                                                                                                | Voormalig VSL. Buiten dienst, geëxporteerd. |            |
| 7297–7300  | Mercedes-Benz Sprinter   | Limburg                                                                                                | Voormalig VSL. Buiten dienst, geëxporteerd. |            |
| 7301–7304  | Mercedes-Benz Sprinter   | KAN-zuid                                                                                               | Voormalig Zuidooster. Buiten dienst, geëxporteerd. |            |
| 7305–7308  | Mercedes-Benz Sprinter   | KAN-zuid, Rivierenland                                                                                 | Voormalig Zuidooster. Buiten dienst, geëxporteerd. |            |
| 7432–7436  | Mercedes-Benz Sprinter   | KAN-zuid, Rivierenland                                                                                 | Voormalig Zuidooster. Buiten dienst, geëxporteerd. |            |
| 7770–7775  | Den Oudsten Alliance     | KAN-zuid, Oost-Brabant, Stadsdienst Eindhoven                                                          | Voormalig Zuidooster. Deden in de laatste jaren dat de bussen in dienst waren (2005-2007), dienst op de stadsdienst van Eindhoven. Buiten dienst, geëxporteerd. |            |
| 7793, 7794 | Den Oudsten Alliance     | KAN-zuid, Oost-Brabant, Stadsdienst Eindhoven                                                          | Voormalig Zuidooster. Deden in de laatste jaren dat de bussen in dienst waren (2005-2007), dienst op de stadsdienst van Eindhoven. Buiten dienst, geëxporteerd. |            |
| 8706–8723  | Standaardstreekbus       | KAN-zuid, Limburg, Oost-Brabant, Rivierenland                                                          | Voormalig Zuidooster. Buiten dienst, geëxporteerd. |            |
| 8846–8861  | Standaardstreekbus       | Limburg                                                                                                | Voormalig VSL. Buiten dienst, geëxporteerd. |            |
| 9108–9118  | Standaardstreekbus       | KAN-Zuid, Limburg, Oost-Brabant, Rivierenland                                                          | Voormalig Zuidooster. Buiten dienst, geëxporteerd. |            |
| 9153–9161  | Standaardstreekbus       | KAN-Zuid, Rivierenland                                                                                 | Voormalig Zuidooster. Buiten dienst, geëxporteerd. |            |
| 9315–9332  | Standaardstreekbus       | Limburg                                                                                                | Buiten dienst, geëxporteerd. |            |
| 9342–9348  | Standaardstreekbus       | KAN-Zuid, Oost-Brabant, Rivierenland                                                                   | Voormalig Zuidooster. Buiten dienst, geëxporteerd. |            |
| 9433–9435  | Standaardstreekbus       | KAN-Zuid                                                                                               | Voormalig Zuidooster. Buiten dienst, geëxporteerd. |            |
| 9534, 9535 | Standaardstreekbus       | KAN-Zuid                                                                                               | Voormalig Zuidooster. Buiten dienst, geëxporteerd. |            |
| 9536–9550  | Standaardstreekbus       | Limburg                                                                                                | Voormalig VSL. Buiten dienst, geëxporteerd. |            |
| 9551–9560  | Standaardstreekbus       | KAN-Zuid, Limburg                                                                                      | Voormalig Zuidooster. Buiten dienst, geëxporteerd. |            |
| 9687–9689  | Standaardstreekbus       | Limburg                                                                                                | Voormalig VSL. Buiten dienst, geëxporteerd. |            |
| 9764–9771  | Standaardstreekbus       | Limburg                                                                                                | Voormalig VSL. Buiten dienst, geëxporteerd. |            |
| 9956–9973  | Standaardstreekbus       | Limburg                                                                                                | Voormalig VSL. Buiten dienst, geëxporteerd. De 9968 is naar BusEvent gegaan. |            |

| Series      | Bustype                         | Status                           | Inzetgebied                                                         | Opmerkingen | Afbeelding |
| ----------- | ------------------------------- | -------------------------------- | ------------------------------------------------------------------- | --- | ---------- |
| 1031-1038   | Tribus Civitas                  | Buiten dienst                    | SAN-gebied                                                          | Reden onder de naam Breng. |            |
| 1056, 1057  | VDL MidCity                     | In dienst                        | Veluwe-Zuid, SAN-gebied                                             | Deze bussen reden tot 2020 bij TCR onder de nummers 604 en 605. 1056 rijdt onder de naam Bravo, 1057 rijdt onder de naam RRReis. |            |
| 1200        | VDL Citea SLFA-180.360          | Export                           | Eindhoven                                                           | Voormalig VDL demobus. Reed onder de naarm Bravo. |            |
| 1201-1204   | VDL Citea SLE-129.310           | In dienst                        | Zuidoost-Brabant                                                    | Deze bussen zijn eigendom van BusiNext en de nummers daar zijn 817-820. Ex-Zweden. Rijden onder de naam Bravo. |            |
| 1201-1211   | APTS Phileas                    | Buiten dienst                    | Samenwerkingsverband Regio Eindhoven                                | Bussen waren eigendom van het SRE. Alleen de 1201, 1202 en 1204 waren na 11 december 2016 nog kort in dienst. |            |
| 1212        | APTS Phileas                    | Buiten dienst                    | Samenwerkingsverband Regio Eindhoven                                | Bus was eigendom van het SRE. |            |
| 1220-1284   | VDL Citea SLE-129.280           | Deels in dienst                  | Zuidoost-Brabant (HOV-streeklijnen), Veluwe-Zuid                    | Deze bussen rijden sinds 4 juli 2018 onder de naam Bravodirect. Per mei 2025 zijn de 1220-1236 naar andere Transdev-gebieden verhuisd. De 1220, 1221, 1223, 1224, 1226, 1228, 1230-1232, 1234, 1235 rijden bij Connexxion Zeeland; de 1222, 1225, 1227, 1229, 1233 en 1236 rijden bij Hermes Veluwe-Zuid. |            |
| 1290-1291   | APTS Phileas                    | Buiten dienst                    | Zuidoost-Brabant                                                    | Deze bussen reden op waterstof. Ex GVB 008 en 007 respectievelijk. Eind 2019 is de 1291 uit dienst gegaan. De 1290 was wegens een defect halverwege 2019 uit dienst genomen. |            |
| 1500-1514   | VDL Kusters Parade              | Buiten dienst                    | Limburg en Samenwerkingsverband Regio Eindhoven                     | Kwamen in dienst voor de concessies Limburg en de stadsdienst van Helmond. Zijn na verlies van de concessie Limburg overgegaan naar Connexxion. 1500, 1503 en 1510 hebben tussen december 2006 en juli/september 2007 dienstgedaan bij Van Driel op de stadsdienst van Oss, voordat ze naar Connexxion toe gingen. Zijn na verlies van de concessie Noord- en Zuidwest Friesland buiten dienst gegaan. De 1514 was in december 2006 opgelegd, maar in 2009 verkocht aan UVO/van Dijk. De 1503 en 1509 zijn verkocht aan Van Driel. |            |
| 1601-1640   | Mercedes-Benz Sprinter Mobility | Buiten dienst                    | KAN-zuid, Limburg, Samenwerkingsverband Regio Eindhoven.            | Kwamen in dienst voor de concessies Limburg, KAN-zuid en SRE-de Peel. Zijn na verlies van concessies uit dienst gegaan of overgenomen door Connexxion. |            |
| 1700-1732   | Berkhof Jonckheer               | Buiten dienst                    | Stadsdienst Eindhoven                                               | Reden vanaf 2003 tot en met december 2008 op de stadsdienst van Eindhoven en zijn na afloop van de concessie overgegaan naar Novio. De bussen reden vanaf december 2008 tot en met december 2009 op de stadsdienst van Nijmegen en zijn daarna uit dienst gegaan. De 1713 heeft nog vanaf december 2009 tot en met december 2010 bij Veolia Transport Nederland gereden op de stadsdienst van Apeldoorn. |            |
| 1733-1760   | VDL Berkhof Ambassador 200      | Buiten dienst                    | KAN-zuid, Limburg, Samenwerkingsverband Regio Eindhoven             | Oorspronkelijk in dienst gekomen voor KAN-zuid en Limburg. De 1734–1747 en 1756–1760 na verlies van de concessie Limburg overgegaan naar Connexxion. De overige bussen zijn overgegaan naar de regio Eindhoven en KAN-zuid voor de vervanging van de oudere wagens. Deze bussen zijn inmiddels uit dienst gehaald. 1752 is afgebrand. De 1733 reed vanaf 2012 bij Hermes in Eindhoven, maar reed daarvoor bij Breng. 1748–1751, 1753–1755 en 1758 reden van 2009 tot 2012 bij Breng. |            |
| 1761-1776   | VDL Berkhof Ambassador 200      | Buiten dienst                    | Limburg, Samenwerkingsverband Regio Eindhoven                       | Serie kwam oorspronkelijk in dienst van Hermes in de concessie Limburg, maar na het verlies van de concessie werden alle bussen behalve de 1772 overgenomen door Connexxion. De 1772 werd overgeplaatst naar de regio Eindhoven voor de vervanging van de oudere bussen. Deze bussen zijn inmiddels uit dienst gehaald. 1772 reed later bij Breng, maar is inmiddels uit dienst. |            |
| 1777-1793   | VDL Berkhof Ambassador 200      | Buiten dienst                    | KAN-zuid, Limburg                                                   | Serie kwam oorspronkelijk in dienst van Hermes in de concessies KAN-zuid en Limburg, maar na het verlies van concessie Limburg werden de 1777–1787, 1790 en 1791 overgenomen door Connexxion die de meeste bussen inmiddels uit dienst heeft gehaald. 1788, 1792 en 1793 reden nog van 2009 tot en met 2012 bij Breng, maar zijn na december 2012 uit dienst gegaan. |            |
| 1801-1830   | VDL Berkhof Ambassador 200      | Buiten dienst                    | KAN-zuid, Limburg, Samenwerkingsverband Regio Eindhoven             | Serie kwam oorspronkelijk in dienst van Hermes in de concessies KAN-zuid, Limburg en SRE de Peel. Na verlies van de concessie Limburg zijn de 1811–1815, 1819–1830 overgegaan naar Connexxion. 1819–1823 en 1826 reden tot en met december 2012 bij GVU. De bussen 1801, 1805–1811, 1816–1818 en 1824 hebben van 2009 tot en met 2012 dienstgedaan bij Breng. Inmiddels zijn alle bussen uit dienst gehaald. |            |
| 1831-1860   | VDL Berkhof Ambassador 200      | Buiten dienst                    | KAN-zuid, Limburg, Samenwerkingsverband Regio Eindhoven, SAN-gebied | Eerste serie van Hermes met LED-scherm Serie kwam oorspronkelijk in dienst van Hermes in de concessies Limburg, SRE De/Peel en KAN-zuid. Na verlies van de concessies in Limburg zijn de bussen uit die regio overgegaan naar Connexxion, mogelijk zijn enkele bussen naar het KAN-gebied en het SRE-gebied verhuisd. Uit het KAN-gebied en SRE-gebied zijn enkele bussen overgegaan naar Connexxion. Met de komst van de nieuwe bussen voor de regio Eindhoven in 2008 zijn de resterende 1836–1842 ook overgegaan naar Connexxion. 1841 en 1842 reden tot en met december 2013 bij GVU. 1831–1835 rijden nog steeds bij Hermes onder de naam Breng en zijn daar reservebussen. De 1846 heeft bij Hermes lange tijd dienstgedaan als ideeënbus en kwam pas later op de reizigersdienst bij Hermes. Deze verhuisde later naar Connexxion als vervangende buslijn voor de tramlijn Houten - Houten Castellum. |            |
| 2151-2182   | VDL Citea LF 122 Electric       | In dienst                        | Stadsdienst Eindhoven                                               | Rijden onder de naam Bravo. |            |
| 2222-2253   | VDL Citea LE 122 Electric       | In dienst                        | Zuidoost-Brabant                                                    | Rijden onder de naam Bravo. |            |
| 2233-2234   | Den Oudsten Alliance B96        | Buiten dienst                    | Samenwerkingsverband Regio Eindhoven (stadsdienst Eindhoven)        | Voormalig Connexxion, daarvoor ZWN-Groep. Waren in bruikleen van Connexxion. Werden vooral ingezet op de stadsdienst van Eindhoven. |            |
| 2239        | Den Oudsten Alliance B96        | Buiten dienst                    | Samenwerkingsverband Regio Eindhoven (stadsdienst Eindhoven)        | Voormalig Connexxion, daarvoor ZWN-Groep. Waren in bruikleen van Connexxion. Werden vooral ingezet op de stadsdienst van Eindhoven. |            |
| 2240-2246   | Den Oudsten Alliance B96        | Export                           | Stadsdienst Eindhoven                                               | |            |
| 2247        | Den Oudsten Alliance B96        | Buiten dienst                    | Samenwerkingsverband Regio Eindhoven (stadsdienst Eindhoven)        | Voormalig Connexxion, daarvoor Oostnet. Was in bruikleen van Connexxion. Werd vooral ingezet op de stadsdienst van Eindhoven. |            |
| 2250-2257   | Berkhof Premier LPG             | Vernummerd                       | Stadsdienst Eindhoven                                               | Later vernummerd naar 2342–2349 |            |
| 2299        | Den Oudsten Alliance B95        | Buiten dienst                    | KAN-zuid                                                            | Voormalig Connexxion, daarvoor Midnet. Waren in bruikleen van Connexxion. |            |
| 2301-2302   | Den Oudsten Alliance B95        | Buiten dienst                    | KAN-zuid                                                            | Voormalig Connexxion, daarvoor Midnet. Waren in bruikleen van Connexxion. |            |
| 2328        | Den Oudsten Alliance B95        | Buiten dienst                    | KAN-zuid                                                            | Voormalig Connexxion, daarvoor Midnet. Waren in bruikleen van Connexxion. |            |
| 2331        | Den Oudsten Alliance B95        | Buiten dienst                    | KAN-zuid                                                            | Voormalig Connexxion, daarvoor Midnet. Waren in bruikleen van Connexxion. |            |
| 2336-2338   | Den Oudsten Alliance B95        | Buiten dienst                    | KAN-zuid                                                            | Voormalig Connexxion, daarvoor Midnet. Waren in bruikleen van Connexxion. |            |
| 2342-2349   | Berkhof Premier LPG             | Buiten dienst                    | Stadsdienst Eindhoven                                               | geëxporteerd. |            |
| 2442        | Den Oudsten Alliance B95        | Buiten dienst                    | KAN-zuid                                                            | Voormalig Connexxion. Waren in bruikleen van Connexxion. |            |
| 2545        | Den Oudsten Alliance B95        | Buiten dienst                    | KAN-zuid                                                            | Voormalig Connexxion. Waren in bruikleen van Connexxion. |            |
| 2585        | Den Oudsten Alliance B95        | Buiten dienst                    | KAN-zuid                                                            | Voormalig Connexxion. Waren in bruikleen van Connexxion. |            |
| 2614        | Den Oudsten Alliance B85        | Buiten dienst                    | Stadsdienst Eindhoven                                               | Voormalig Connexxion. Kwamen in 2008 tijdelijk in dienst ter vervanging van oud en ondeugdelijk materieel. |            |
| 2623        | Den Oudsten Alliance B85        | Buiten dienst                    | Stadsdienst Eindhoven                                               | Voormalig Connexxion. Kwamen in 2008 tijdelijk in dienst ter vervanging van oud en ondeugdelijk materieel. |            |
| 2744-2745   | Iveco Crossway LE 13            | In dienst                        | Veluwe-Zuid                                                         | Ex-Connexxion, bussen rijden onder de naam RRReis. |            |
| 2750-2753   | Iveco Crossway LE 13            | In dienst                        | Veluwe-Zuid                                                         | Ex-Connexxion, bussen rijden onder de naam RRReis. |            |
| 2760-2761   | Iveco Crossway LE 13            | In dienst                        | Veluwe-Zuid                                                         | Ex-Connexxion, bussen rijden onder de naam RRReis. |            |
| 2958        | MAN Lion's City A21 CNG         | Deels in dienst                  | SAN-gebied, regio Arnhem                                            | Ex-Connexxion, bussen rijden onder de naam Breng. |            |
| 2964        | MAN Lion's City A21 CNG         | Deels in dienst                  | SAN-gebied, regio Arnhem                                            | Ex-Connexxion, bussen rijden onder de naam Breng. |            |
| 2968-2969   | MAN Lion's City A21 CNG         | Deels in dienst                  | SAN-gebied, regio Arnhem                                            | Ex-Connexxion, bussen rijden onder de naam Breng. |            |
| 2978        | MAN Lion's City A21 CNG         | Deels in dienst                  | SAN-gebied, regio Arnhem                                            | Ex-Connexxion, bussen rijden onder de naam Breng. |            |
| 2982        | MAN Lion's City A21 CNG         | Deels in dienst                  | SAN-gebied, regio Arnhem                                            | Ex-Connexxion, bussen rijden onder de naam Breng. |            |
| 2987        | MAN Lion's City A21 CNG         | Deels in dienst                  | SAN-gebied, regio Arnhem                                            | Ex-Connexxion, bussen rijden onder de naam Breng. |            |
| 3001        | VDL Citea LLE-120               | Ex-demo, nu in dienst bij Kupers | Samenwerkingsverband Regio Eindhoven                                | Testbus |            |
| 3151        | MAN Lion's City A37             | Buiten dienst                    | Samenwerkingsverband Regio Eindhoven                                | Testbus |            |
| 3330-3404   | VDL Berkhof Ambassador 200      | Deels in dienst                  | Zuidoost-Brabant, Veluwe-Zuid                                       | Niet alle bussen zijn nog in dienst. De 3330-3338, 3341-3346, 3348-3349, 3351-3353, 3355-3357, 3360-3361, 3364-3404 reden sinds 11 december 2016 in de huisstijl van Bravo. Per 11 december 2016 zijn de 3339, 3340, 3358, 3359, 3362 en 3363 overgegaan naar Connexxion o.a. HWGO & Zeeland. In eerste instantie is toen ook de 3346 naar Connexxion gegaan, maar deze is uiteindelijk weer terug naar Hermes gekomen. De 3353, 3396 en 3400-3404 zijn op 11 december 2016 tijdelijk naar TCR gegaan, maar begin 2020 weer terug naar Hermes gekomen. De 3347, 3350 en 3354 zijn per 11 december 2016 eerst naar TCR en vervolgens naar Next gegaan en worden ingezet in concessie HWGO. En 3370, 3379, 3383, 3395 hebben per 11 december 2016 ook nog een tijdje voor Breng en/of Connexxion gereden, maar zijn inmiddels allen weer terug in Brabant. De 3367, 3394 en 3404 gingen per 11 december 2022 naar Veluwe-Zuid en kregen de RRReis huisstijl. De 3402 volgde in februari 2023 en de 3334 en 3373 een maand later. Alle resterende voertuigen die niet bij een onderaannemer rijden zijn per 1 januari 2024 buiten dienst gesteld. Er zijn ondertussen ook al een aantal voertuigen naar de sloop gebracht o.a. de 3343, 3357, 3365 en de 3400. |            |
| 3405-3478   | MAN Lion's City A37             | Buiten dienst                    | Stadsdienst Eindhoven                                               | Een 40-tal bussen reden tijdelijk voor de RET bij het metrovervangend busvervoer tijdens de ombouw van de Hoekse lijn. De 3405, 3408, 3411, 3414-3417, 3419, 3421, 3427, 3428, 3431-3434, 3443, 3445-3448, 3450, 3452, 3455-3457, 3460, 3461, 3463, 3469, 3474, 3475 en 3477 reden sinds 11 december 2016 in de huisstijl van Bravo. De 3408 is tijdelijk bij TCR geweest, maar begin 2020 weer terug naar Hermes gegaan. |            |
| 3479-3483   | VDL Berkhof Ambassador 200      | Buiten dienst                    | Zuidoost-Brabant, Veluwe-Zuid                                       | Extra vervolgorder voor de regio Eindhoven. Deze bussen reden sinds 11 december 2016 in de huisstijl van Bravo. De 3481 heeft per 11 december 2016 tijdelijk bij Breng gereden en is inmiddels geëxporteerd. De 3480 rijdt sinds februari 2023 in de RRReis-huisstijl op lijn 679. Alle resterende voertuigen die niet bij een onderaannemer rijden zijn per 1 januari 2024 buiten dienst gesteld. |            |
| 3768, 3798  | VDL Berkhof ProCity             | Buiten dienst                    | SAN-gebied                                                          | Reden sinds december 2015. Reden eerst bij Connexxion. Reden eerst rond in de huisstijl van Connexxion, daarna in de huisstijl van Breng. |            |
| 3955        | Mercedes-Benz Citaro            | Buiten dienst                    | Zuidoost-Brabant                                                    | Ex Connexxion Schiphol Sternet. Deze bussen droegen de huisstijl van Connexxion en reden als reserve voor de concessie Zuidoost-Brabant. Daarnaast testten ze de opvolger van het Infoxx-systeem: Viribus. |            |
| 3960-3961   | Mercedes-Benz Citaro            | Buiten dienst                    | Zuidoost-Brabant                                                    | Ex Connexxion Schiphol Sternet. Deze bussen droegen de huisstijl van Connexxion en reden als reserve voor de concessie Zuidoost-Brabant. Daarnaast testten ze de opvolger van het Infoxx-systeem: Viribus. |            |
| 3963        | Mercedes-Benz Citaro            | Buiten dienst                    | Zuidoost-Brabant                                                    | Ex Connexxion Schiphol Sternet. Deze bussen droegen de huisstijl van Connexxion en reden als reserve voor de concessie Zuidoost-Brabant. Daarnaast testten ze de opvolger van het Infoxx-systeem: Viribus. |            |
| 3969        | Mercedes-Benz Citaro            | Buiten dienst                    | Zuidoost-Brabant                                                    | Ex Connexxion Schiphol Sternet. Deze bussen droegen de huisstijl van Connexxion en reden als reserve voor de concessie Zuidoost-Brabant. Daarnaast testten ze de opvolger van het Infoxx-systeem: Viribus. |            |
| 3978        | Mercedes-Benz Citaro            | Buiten dienst                    | Zuidoost-Brabant                                                    | Ex Connexxion Schiphol Sternet. Deze bussen droegen de huisstijl van Connexxion en reden als reserve voor de concessie Zuidoost-Brabant. Daarnaast testten ze de opvolger van het Infoxx-systeem: Viribus. |            |
| 3990        | Mercedes-Benz Citaro            | Buiten dienst                    | Zuidoost-Brabant                                                    | Ex Connexxion Schiphol Sternet. Deze bussen droegen de huisstijl van Connexxion en reden als reserve voor de concessie Zuidoost-Brabant. Daarnaast testten ze de opvolger van het Infoxx-systeem: Viribus. |            |
| 4001        | Mercedes-Benz Citaro            | Buiten dienst                    | Zuidoost-Brabant                                                    | Ex Connexxion Schiphol Sternet. Deze bussen droegen de huisstijl van Connexxion en reden als reserve voor de concessie Zuidoost-Brabant. Daarnaast testten ze de opvolger van het Infoxx-systeem: Viribus. |            |
| 4168        | VDL Berkhof Ambassador 200      | Buiten dienst                    | Zuidoost-Brabant, Veluwe-Zuid                                       | Ex-Connexxion Provincie Utrecht. Reden onder de naam RRReis (behalve de 4168, die reed onder de naam Bravo). |            |
| 4183        | VDL Berkhof Ambassador 200      | Buiten dienst                    | Zuidoost-Brabant, Veluwe-Zuid                                       | Ex-Connexxion Provincie Utrecht. Reden onder de naam RRReis (behalve de 4168, die reed onder de naam Bravo). |            |
| 4214-4215   | VDL Berkhof Ambassador 200      | Buiten dienst                    | Zuidoost-Brabant, Veluwe-Zuid                                       | Ex-Connexxion Provincie Utrecht. Reden onder de naam RRReis (behalve de 4168, die reed onder de naam Bravo). |            |
| 4228        | VDL Berkhof Ambassador 200      | Buiten dienst                    | Zuidoost-Brabant, Veluwe-Zuid                                       | Ex-Connexxion Provincie Utrecht. Reden onder de naam RRReis (behalve de 4168, die reed onder de naam Bravo). |            |
| 4249        | VDL Berkhof Ambassador 200      | Buiten dienst                    | Zuidoost-Brabant, Veluwe-Zuid                                       | Ex-Connexxion Provincie Utrecht. Reden onder de naam RRReis (behalve de 4168, die reed onder de naam Bravo). |            |
| 4455-4524   | Mercedes-Benz Citaro CNG        | Deels in dienst                  | SAN-gebied, regio Nijmegen                                          | 4471 is uitgebrand, 4513 is na een dodelijk ongeval vernummerd in 4524. Bussen rijden onder de naam Breng. De 4517–4524 reden van januari 2016 tot en met november 2020 bij Connexxion in de concessie Haarlem-IJmond. |            |
| 5201-5209   | Van Hool AG300T                 | Buiten dienst                    | Stadsdienst Arnhem (trolleybuslijnen)                               | Voormalig Connexxion. Bussen reden onder de naam Breng. Alleen de 5201 is uit 1993. Sinds juli 2013 uit dienst, na de instroom van nieuwe Hess Swisstrolley bussen. |            |
| 5210-5231   | Berkhof Premier AT18            | Buiten dienst                    | Stadsdienst Arnhem (trolleybuslijnen)                               | Ex Connexxion. Bussen rijden onder de naam Breng. |            |
| 5234-5242   | Hess Swisstrolley 3             | In dienst                        | Stadsdienst Arnhem (trolleybuslijnen)                               | Ex Novio. Bussen rijden onder de naam Brengtrolley. |            |
| 5243-5273   | Hess Swisstrolley 4             | In dienst                        | Stadsdienst Arnhem (trolleybuslijnen)                               | Bussen rijden onder de naam Brengtrolley en kwamen in dienst ter vervanging van het ouder materieel. |            |
| 5275-5284   | Solaris Trollino 18             | In dienst                        | Stadsdienst Arnhem (trolleybuslijnen)                               | Bussen rijden onder de naam comfortRRReis. |            |
| 5300-5364   | MAN Lion's City A21 CNG         | In dienst                        | SAN-gebied, regio Arnhem                                            | Bussen rijden onder de naam Breng. |            |
| 5365-5379   | MAN Lion's City A21 CNG         | In dienst                        | SAN-gebied, regio Arnhem                                            | Deze bussen waren tot 2020 geen eigendom van Hermes, maar van Taxi Centrale Renesse (TCR). De bussen droegen naast de Hermes-nummers ook de TCR-nummers 520–534. Sinds maart 2020 rijden ze voor Hermes. |            |
| 5380-5400   | MAN Lion's City A21 CNG         | In dienst                        | SAN-gebied, regio Arnhem                                            | Luxere uitvoering, bussen rijden onder de naam Brengdirect. |            |
| 5401-5423   | MAN Lion's City A21 CNG         | In dienst                        | SAN-gebied, regio Nijmegen                                          | Bussen rijden onder de naam Breng. |            |
| 5424-5443   | MAN Lion's City A21 CNG         | In dienst                        | SAN-gebied, regio Nijmegen                                          | Luxere uitvoering, bussen rijden onder de naam Brengdirect. |            |
| 5500-5538   | Iveco Crossway LE 12            | In dienst                        | Veluwe-Zuid, Zuidoost-Brabant                                       | Ex-OV Regio IJsselmond, rijden onder de namen RRReis (5500-5518) en Bravo (5519-5538). |            |
| 5737, 5738  | Volvo 8700 RLE                  | In dienst                        | Veluwe-Zuid                                                         | Rijden onder de naam RRReis. Historie: Qbuzz 405 en 404, Breng, OV Regio IJsselmond. |            |
| 5811-5812   | VDL Berkhof Ambassador 200      | Buiten dienst                    | Veluwe-Zuid                                                         | Rijden onder de naam RRReis. Komen over van Connexxion, reden daarvoor bij Veolia Transport als 5324, 5325, 5328, 5329, 5331, 5334 - 5336, 5341 - 5345, 5347, 5352, 5354 - 5356. |            |
| 5815-5816   | VDL Berkhof Ambassador 200      | Buiten dienst                    | Veluwe-Zuid                                                         | Rijden onder de naam RRReis. Komen over van Connexxion, reden daarvoor bij Veolia Transport als 5324, 5325, 5328, 5329, 5331, 5334 - 5336, 5341 - 5345, 5347, 5352, 5354 - 5356. |            |
| 5818        | VDL Berkhof Ambassador 200      | Buiten dienst                    | Veluwe-Zuid                                                         | Rijden onder de naam RRReis. Komen over van Connexxion, reden daarvoor bij Veolia Transport als 5324, 5325, 5328, 5329, 5331, 5334 - 5336, 5341 - 5345, 5347, 5352, 5354 - 5356. |            |
| 5821-5823   | VDL Berkhof Ambassador 200      | Buiten dienst                    | Veluwe-Zuid                                                         | Rijden onder de naam RRReis. Komen over van Connexxion, reden daarvoor bij Veolia Transport als 5324, 5325, 5328, 5329, 5331, 5334 - 5336, 5341 - 5345, 5347, 5352, 5354 - 5356. |            |
| 5828-5832   | VDL Berkhof Ambassador 200      | Buiten dienst                    | Veluwe-Zuid                                                         | Rijden onder de naam RRReis. Komen over van Connexxion, reden daarvoor bij Veolia Transport als 5324, 5325, 5328, 5329, 5331, 5334 - 5336, 5341 - 5345, 5347, 5352, 5354 - 5356. |            |
| 5834        | VDL Berkhof Ambassador 200      | Buiten dienst                    | Veluwe-Zuid                                                         | Rijden onder de naam RRReis. Komen over van Connexxion, reden daarvoor bij Veolia Transport als 5324, 5325, 5328, 5329, 5331, 5334 - 5336, 5341 - 5345, 5347, 5352, 5354 - 5356. |            |
| 5839        | VDL Berkhof Ambassador 200      | Buiten dienst                    | Veluwe-Zuid                                                         | Rijden onder de naam RRReis. Komen over van Connexxion, reden daarvoor bij Veolia Transport als 5324, 5325, 5328, 5329, 5331, 5334 - 5336, 5341 - 5345, 5347, 5352, 5354 - 5356. |            |
| 5841-5843   | VDL Berkhof Ambassador 200      | Buiten dienst                    | Veluwe-Zuid                                                         | Rijden onder de naam RRReis. Komen over van Connexxion, reden daarvoor bij Veolia Transport als 5324, 5325, 5328, 5329, 5331, 5334 - 5336, 5341 - 5345, 5347, 5352, 5354 - 5356. |            |
| 5850        | VDL Citea LLE-120               | Deels in dienst                  | Veluwe-Zuid                                                         | Rijden onder de naam RRReis. Komen over van Connexxion, reden daarvoor bij Veolia Transport als 5407, 5409, 5410, 5420 en 5446. 5850 is op 12 juni 2023 uitgebrand in Ter Aar. |            |
| 5852-5853   | VDL Citea LLE-120               | Deels in dienst                  | Veluwe-Zuid                                                         | Rijden onder de naam RRReis. Komen over van Connexxion, reden daarvoor bij Veolia Transport als 5407, 5409, 5410, 5420 en 5446. 5850 is op 12 juni 2023 uitgebrand in Ter Aar. |            |
| 5863        | VDL Citea LLE-120               | Deels in dienst                  | Veluwe-Zuid                                                         | Rijden onder de naam RRReis. Komen over van Connexxion, reden daarvoor bij Veolia Transport als 5407, 5409, 5410, 5420 en 5446. 5850 is op 12 juni 2023 uitgebrand in Ter Aar. |            |
| 5889        | VDL Citea LLE-120               | Deels in dienst                  | Veluwe-Zuid                                                         | Rijden onder de naam RRReis. Komen over van Connexxion, reden daarvoor bij Veolia Transport als 5407, 5409, 5410, 5420 en 5446. 5850 is op 12 juni 2023 uitgebrand in Ter Aar. |            |
| 6662-6663   | MAN Lion's City A21 CNG         | Deels in dienst                  | SAN-gebied, regio Arnhem                                            | Bussen rijden onder de naam Breng. 6680 is plukbus. Historie: Veolia Haaglanden, Connexxion. |            |
| 6680-6681   | MAN Lion's City A21 CNG         | Deels in dienst                  | SAN-gebied, regio Arnhem                                            | Bussen rijden onder de naam Breng. 6680 is plukbus. Historie: Veolia Haaglanden, Connexxion. |            |
| 6690        | MAN Lion's City A21 CNG         | Deels in dienst                  | SAN-gebied, regio Arnhem                                            | Bussen rijden onder de naam Breng. 6680 is plukbus. Historie: Veolia Haaglanden, Connexxion. |            |
| 6696        | MAN Lion's City A21 CNG         | Deels in dienst                  | SAN-gebied, regio Arnhem                                            | Bussen rijden onder de naam Breng. 6680 is plukbus. Historie: Veolia Haaglanden, Connexxion. |            |
| 6732        | MAN Lion's City A21 CNG         | Deels in dienst                  | SAN-gebied, regio Arnhem                                            | Bussen rijden onder de naam Breng. 6680 is plukbus. Historie: Veolia Haaglanden, Connexxion. |            |
| 6743        | MAN Lion's City A21 CNG         | Deels in dienst                  | SAN-gebied, regio Arnhem                                            | Bussen rijden onder de naam Breng. 6680 is plukbus. Historie: Veolia Haaglanden, Connexxion. |            |
| 6752        | MAN Lion's City A21 CNG         | Deels in dienst                  | SAN-gebied, regio Arnhem                                            | Bussen rijden onder de naam Breng. 6680 is plukbus. Historie: Veolia Haaglanden, Connexxion. |            |
| 6754        | MAN Lion's City A21 CNG         | Deels in dienst                  | SAN-gebied, regio Arnhem                                            | Bussen rijden onder de naam Breng. 6680 is plukbus. Historie: Veolia Haaglanden, Connexxion. |            |
| 6758        | MAN Lion's City A21 CNG         | Deels in dienst                  | SAN-gebied, regio Arnhem                                            | Bussen rijden onder de naam Breng. 6680 is plukbus. Historie: Veolia Haaglanden, Connexxion. |            |
| 7166        | Berkhof Duvedec                 | Buiten dienst                    | KAN-zuid                                                            | Voormalig Connexxion. |            |
| 7188        | Berkhof Duvedec                 | Buiten dienst                    | KAN-zuid                                                            | Voormalig Connexxion. |            |
| 7200-7222   | VDL MidCity                     | In dienst                        | Zuidoost-Brabant                                                    | Rijden onder de naam Bravo. |            |
| 7226-7240   | Tribus Civitas                  | Deels in dienst                  | SAN-gebied, Zuidoost-Brabant                                        | Rijden onder de naam Breng. Gebaseerd op de Mercedes-Benz Sprinter tweede generatie. 7228, 7229, 7231, 7233 en 7235 - 7238 rijden sinds 2025 in Zuidoost-Brabant. |            |
| 7244-7246   | Tribus Civitas                  | In dienst                        | Veluwe-Zuid                                                         | Rijden onder de naam RRReis. Gebaseerd op de Volkswagen Crafter. |            |
| 7248        | Tribus Civitas                  | In dienst                        | SAN-gebied                                                          | Rijdt onder de naam Breng. Ex-RMC 1601. Gebaseerd op de Volkswagen Crafter. |            |
| 7301-7303   | Mercedes-Benz Sprinter Mobility | Buiten dienst                    | Zuidoost-Brabant                                                    | |            |
| 7308-7319   | Tribus Civitas                  | Buiten dienst                    | SAN-gebied                                                          | Gebaseerd op de Fiat Ducato. |            |
| 7340-7344   | Mercedes-Benz Sprinter          | In dienst                        | Veluwe-Zuid                                                         | Rijden onder de naam Breng. |            |
| 7350-7364   | Tribus Civitas                  | In dienst                        | SAN-gebied                                                          | Rijden onder de naam Breng. Gebaseerd op de Volkswagen Crafter. |            |
| 7385, 7386  | Tribus Civitas                  | Buiten dienst                    | SAN-gebied                                                          | Voormalig Connexxion, rijden onder de naam Breng. Gebaseerd op de Mercedes-Benz Sprinter tweede generatie. |            |
| 7484        | Tribus Civitas                  | Buiten dienst                    | SAN-gebied                                                          | Voormalig Connexxion, rijden onder de naam Breng. Gebaseerd op de Mercedes-Benz Sprinter tweede generatie. |            |
| 7488        | Tribus Civitas                  | Buiten dienst                    | SAN-gebied                                                          | Voormalig Connexxion, rijden onder de naam Breng. Gebaseerd op de Mercedes-Benz Sprinter tweede generatie. |            |
| 7430-7445   | Mercedes-Benz Sprinter Mobility | Buiten dienst                    | Zuidoost-Brabant                                                    | De 7434 is naar Van der Velden gegaan |            |
| 7491        | Tribus Civitas                  | In dienst                        | Veluwe-Zuid                                                         | Voormalig Connexxion, rijdt onder de naam RRReis. Gebaseerd op de Mercedes-Benz Sprinter tweede generatie. |            |
| 7806        | Berkhof Duvedec                 | Buiten dienst                    | Samenwerkingsverband Regio Eindhoven                                | Voormalig Connexxion. Werden vooral ingezet op de stadsdienst van Eindhoven. |            |
| 7809        | Berkhof Duvedec                 | Buiten dienst                    | Samenwerkingsverband Regio Eindhoven                                | Voormalig Connexxion. Werden vooral ingezet op de stadsdienst van Eindhoven. |            |
| 7811        | Berkhof Duvedec                 | Buiten dienst                    | Samenwerkingsverband Regio Eindhoven                                | Voormalig Connexxion. Werden vooral ingezet op de stadsdienst van Eindhoven. |            |
| 7814        | Berkhof Duvedec                 | Buiten dienst                    | Samenwerkingsverband Regio Eindhoven                                | Voormalig Connexxion. Werden vooral ingezet op de stadsdienst van Eindhoven. |            |
| 7819-7823   | Berkhof Duvedec                 | Buiten dienst                    | Samenwerkingsverband Regio Eindhoven                                | Voormalig Connexxion. Werden vooral ingezet op de stadsdienst van Eindhoven. |            |
| 7826-7828   | Berkhof Duvedec                 | Buiten dienst                    | Samenwerkingsverband Regio Eindhoven                                | Voormalig Connexxion. Werden vooral ingezet op de stadsdienst van Eindhoven. |            |
| 7836-7837   | Berkhof Duvedec                 | Buiten dienst                    | Samenwerkingsverband Regio Eindhoven                                | Voormalig Connexxion. Werden vooral ingezet op de stadsdienst van Eindhoven. |            |
| 8001-8085   | Den Oudsten Alliance B95        | Buiten dienst                    | SRE de Peel, Limburg, KAN-zuid                                      | 8081–8085 kwamen in dienst om dienst te doen op de Interliner in Zuid-Limburg, maar werden later ingezet op de gewone streekdienst. De 8083 verhuisde naar KAN-zuid. 8001, 8004, 8007–8011, 8013–8016, 8020–8022, 8027–8030, 8032–8040, 8042, 8048, 8049, 8051, 8054, 8055, 8061–8077, 8079, 8080, 8081, 8082, 8084 en 8085 gingen over naar Connexxion. Buiten dienst, geëxporteerd. 8012 werd in de laatste jaren nog een lesbus |            |
| 8195        | VDL Berkhof Ambassador 200      | Buiten dienst                    | Samenwerkingsverband Regio Eindhoven                                | Voormalig Connexxion. Was in bruikleen van Connexxion. |            |
| 8315        | VDL Berkhof Ambassador 200      | Buiten dienst                    | Samenwerkingsverband Regio Eindhoven                                | Voormalig Connexxion. Was in bruikleen van Connexxion. |            |
| 8569        | VDL Berkhof Ambassador 200      | Buiten dienst                    | Samenwerkingsverband Regio Eindhoven                                | Voormalig Connexxion regio Leiden |            |
| 8573-8579   | VDL Berkhof Ambassador 200      | Buiten dienst                    | Samenwerkingsverband Regio Eindhoven                                | |            |
| 8800, 8808  | VDL Berkhof Ambassador 200      | Buiten dienst                    | Samenwerkingsverband Regio Eindhoven                                | Voormalig Connexxion. 8800 deed van februari 2011 tot en met augustus 2011 dienst op lijn 100, Rondje Woensel en reed rond met speciale bestickering. |            |
| 9019-9022   | Den Oudsten Alliance B93        | Buiten dienst                    | Samenwerkingsverband Regio Eindhoven                                | Voormalig Connexxion, daarvoor Midnet. Werden vooral ingezet op de stadsdienst van Eindhoven. |            |
| 9037        | Den Oudsten Alliance B93        | Buiten dienst                    | Samenwerkingsverband Regio Eindhoven                                | Voormalig Connexxion, daarvoor Midnet. Werden vooral ingezet op de stadsdienst van Eindhoven. |            |
| 9039        | Den Oudsten Alliance B93        | Buiten dienst                    | Samenwerkingsverband Regio Eindhoven                                | Voormalig Connexxion, daarvoor Midnet. Werden vooral ingezet op de stadsdienst van Eindhoven. |            |
| 9045, 9057  | Berkhof Duvedec                 | Buiten dienst                    | KAN-zuid                                                            | Voormalig Connexxion. Waren in bruikleen van Connexxion. |            |
| 9072-9075   | Berkhof Duvedec                 | Buiten dienst                    | Samenwerkingsverband Regio Eindhoven                                | Voormalig Connexxion. Werden vooral ingezet op de stadsdienst van Eindhoven. |            |
| 9091-9094   | Berkhof Duvedec                 | Buiten dienst                    | Samenwerkingsverband Regio Eindhoven                                | Voormalig Connexxion. Werden vooral ingezet op de stadsdienst van Eindhoven. |            |
| 9113–9119   | Mercedes-Benz Citaro G          | Buiten dienst                    | Samenwerkingsverband Regio Eindhoven                                | Voormalig Connexxion. Deze bussen werden sinds december 2016 alleen nog maar als reservebussen gebruikt. Sinds een onbekend moment in 2017 zijn de 9114-9119 naar TCR gegaan. |            |
| 9126        | Mercedes-Benz Citaro G          | Buiten dienst                    | Zuidoost Brabant                                                    | Deze bus reed eerder op het Schiphol Sternet van Connexxion. |            |
| 9147        | Mercedes-Benz Citaro G          | Buiten dienst                    | SAN-gebied                                                          | Rijdt onder de naam Breng. |            |
| 9171        | Mercedes-Benz Citaro G          | Buiten dienst                    | Arnhem-Nijmegen                                                     | Historie: Connexxion, Connexxion tours. Reed eerst tot een onbekend moment in het SRE maar is later naar de concessie Arnhem-Nijmegen gegaan. |            |
| 9176-9181   | Mercedes-Benz Citaro G          | Buiten dienst                    | Samenwerkingsverband Regio Eindhoven / SAN-gebied                   | In dienst gekomen bij Connexxion, daarna Novio, daarna Breng. 9176–9178 reden op de Airport Shuttle en rijden nu in Breng kleuren, 9179–9181 zijn buiten dienst. De 9181 is op een onbekend moment uitgebrand en de 9179-9180 rijden bij Connexxion in de concessie Voorne-Putten en Rozenburg. |            |
| 9227        | Mercedes-Benz Citaro G          | Buiten dienst                    | Zuidoost Brabant                                                    | Historie: Zuidangent, Connexxion R-net. Reed in de huisstijl van Connexxion en deed tijdelijk dienst in Zuidoost-Brabant. Daarnaast was dit een testbus voor Viribus, de opvolger van het Infoxx systeem. Deze bus is in de zomer van 2019 verhuisd naar de concessie Zeeland. |            |
| 9241-9247   | MAN Lion's City G A23           | Deels in dienst                  | Arnhem-Nijmegen, Zuidoost-Brabant                                   | Waren oorspronkelijk bedoeld voor de drukkere stads- en streeklijnen in en rondom Eindhoven. Daarna reed deze serie van december 2016 tot april 2018 op het Schiphol Sternet van Connexxion, om vervolgens terug te gaan naar Hermes voor inzet in Arnhem Nijmegen (9241-9245) en Zuidoost-Brabant (9246 en 9247). 9242-9245 zijn geëxporteerd, 9241 ging weer naar Connexxion voor inzet in Zeeland. |            |
| 9249        | Mercedes-Benz Citaro G          | Deels in dienst                  | Veluwe-Zuid                                                         | Ex Connexxion, rijden onder de naam RRReis. |            |
| 9254-9255   | Mercedes-Benz Citaro G          | Deels in dienst                  | Veluwe-Zuid                                                         | Ex Connexxion, rijden onder de naam RRReis. |            |
| 9257-9258   | Mercedes-Benz Citaro G          | Deels in dienst                  | Veluwe-Zuid                                                         | Ex Connexxion, rijden onder de naam RRReis. |            |
| 9259-9263   | Mercedes-Benz Citaro G          | Deels in dienst                  | Arnhem-Nijmegen/Zuidoost-Brabant/Veluwe-Zuid                        | Deze bussen reden eerder bij Connexxion in o.a. de provincie Utrecht, Almere en Amstelland-Meerlanden. De 9259 reed in de blauwe Breng huisstijl. De 9260 en 9263 zijn begin juli 2018 van Eindhoven naar Arnhem/Nijmegen gegaan en reden samen met de 9262 in de roze Breng huisstijl. De 9259, 9260 en 9262 zijn in 2020 naar IJsselmond gegaan. Later dat jaar ging de 9259 naar Haarlem-IJmond. Eind 2022 keerden de 9259, 9260 en 9263 terug bij Hermes. Samen met de 9261 gingen deze bussen rijden onder de naam RRReis in Veluwe-Zuid. |            |
| 9265        | MAN Lion's City G A23 CNG       | In dienst                        | Arnhem-Nijmegen                                                     | Ex-Connexxion, rijden onder de naam Breng. |            |
| 9269        | MAN Lion's City G A23 CNG       | In dienst                        | Arnhem-Nijmegen                                                     | Ex-Connexxion, rijden onder de naam Breng. |            |
| 9272-9273   | MAN Lion's City G A23 CNG       | In dienst                        | Arnhem-Nijmegen                                                     | Ex-Connexxion, rijden onder de naam Breng. |            |
| 9275-9280   | Mercedes-Benz Citaro G CNG      | In dienst                        | Arnhem-Nijmegen                                                     | Rijden onder de naam Breng. |            |
| 9281-9285   | Mercedes-Benz Citaro G CNG      | Buiten dienst                    | Arnhem-Nijmegen                                                     | Rijden onder de naam Breng. Ex-Syntus 5261, 5270, 5271, 5274 en 5279. 9282 is gesloopt. |            |
| 9301-9306   | Solaris Urbino 18               | In dienst                        | Veluwe-Zuid                                                         | Ex OV Regio IJsselmond, exex Connexxion, rijden onder de naam RRReis. |            |
| 9374        | Solaris Urbino 18               | In dienst                        | Veluwe-Zuid                                                         | Ex OV Regio IJsselmond, exex Connexxion, rijden onder de naam RRReis. |            |
| 9344        | Mercedes-Benz CapaCity          | In dienst                        | Veluwe-Zuid                                                         | Ex Connexxion, rijden onder de naam RRReis. |            |
| 9346-9348   | Mercedes-Benz CapaCity          | In dienst                        | Veluwe-Zuid                                                         | Ex Connexxion, rijden onder de naam RRReis. |            |
| 9350        | Mercedes-Benz CapaCity          | In dienst                        | Veluwe-Zuid                                                         | Ex Connexxion, rijden onder de naam RRReis. |            |
| 9357        | Mercedes-Benz CapaCity          | In dienst                        | Veluwe-Zuid                                                         | Ex Connexxion, rijden onder de naam RRReis. |            |
| 9359        | Mercedes-Benz CapaCity          | In dienst                        | Veluwe-Zuid                                                         | Ex Connexxion, rijden onder de naam RRReis. |            |
| 9500-9542   | VDL Citea SLFA 181 Electric     | In dienst                        | Zuidoost-Brabant                                                    | Deze bussen rijden sinds 4 juli 2018 onder de naam Bravodirect. |            |
| 9543-9560   | VDL Citea SLFA 180 Electric     | Deels in dienst                  | Zuidoost-Brabant                                                    | Rijden onder de naam Bravodirect. Ex UniBuss Oslo 3101-3105, 3110, 3112, 3113, 3116-3120, 3123-3125, 3127, 3128 |            |
| 44890-44891 | Mercedes-Benz Sprinter          | Onbekend                         | Arnhem-Nijmegen                                                     | Eigendom van Connexxion Taxi Services. |            |
| 44896       | Mercedes-Benz Sprinter          | Onbekend                         | Zuidoost-Brabant                                                    | Eigendom van Connexxion Taxi Services. |            |
| 44966       | Mercedes-Benz Sprinter          | Naar Connexxion                  | Zuidoost-Brabant                                                    | POD bus. Deze bus is op een onbekend moment naar Connexxion gegaan. |            |
| 45524-45527 | Mercedes-Benz Sprinter          | Buiten dienst                    | Arnhem-Nijmegen                                                     | Eigendom van Connexxion Taxi Services. Reden onder de naam Breng. |            |
| 45531       | Mercedes-Benz Sprinter          | Deels in dienst                  | Veluwe-Zuid                                                         | Eigendom van Connexxion Taxi Services. 45531 rijdt onder de naam RRReis. 45533-45535 rijden bij andere Transdev-dochters. |            |
| 45533-45535 | Mercedes-Benz Sprinter          | Deels in dienst                  | Veluwe-Zuid                                                         | Eigendom van Connexxion Taxi Services. 45531 rijdt onder de naam RRReis. 45533-45535 rijden bij andere Transdev-dochters. |            |
| 48457       | Mercedes-Benz Sprinter          | Onbekend                         | Zuidoost-Brabant                                                    | Eigendom van Connexxion Taxi Services. |            |
| 48460-48461 | Mercedes-Benz Sprinter          | Onbekend                         | Zuidoost-Brabant                                                    | Eigendom van Connexxion Taxi Services. |            |
| 48463-48464 | Mercedes-Benz Sprinter          | In dienst                        | Zuidoost-Brabant                                                    | Eigendom van Connexxion Taxi Services. Rijden onder de naam Bravo. |            |
| 48472       | Mercedes-Benz Sprinter          | In dienst                        | Zuidoost-Brabant                                                    | Eigendom van Connexxion Taxi Services. Rijden onder de naam Bravo. |            |
| 48488-48491 | VDL MidCity                     | In dienst                        | Arnhem-Nijmegen                                                     | Eigendom van Connexxion Taxi Services. Rijden onder de naam Breng. |            |
| 49416-49421 | VDL MidCity                     | In dienst                        | Zuidoost-Brabant                                                    | Eigendom van Connexxion Taxi Services. Rijden onder de naam Bravo. |            |

### Overzicht treinmaterieel
| Series    | Treintype | Inzetgebied                     | Opmerkingen                   | Afbeelding |
| --------- | --------- | ------------------------------- | ----------------------------- | ---------- |
| 5041-5049 | GTW       | Treindienst Arnhem - Doetinchem | Rijden onder naam Brengdirect |            |

## Bedrijfssituatie
In 2002 had het bedrijf een omzet van 101,7 miljoen euro. Bij het bedrijf werkten toen zo'n 1350 mensen. De reizigers werden in 2002 vervoerd met 454 grote en kleine bussen. Het bedrijf was tot juni 2007 voor 76% eigendom van Connexxion Holding NV. De overige 24% van de aandelen waren tot juni 2007 in handen van de provincie Limburg (11,5%) en enkele Limburgse gemeenten verenigd in Gebaltram ("Vereniging van Gemeenten Gemeenschappelijk bezit van aandelen in de LTM"), teruggaande op het tijdperk van de Limburgsche Tramweg-Maatschappij (LTM), een van de voorlopers van VSL. In juni 2007 heeft Connexxion alle aandelen van de provincie en Gebaltram voor 10 miljoen euro overgenomen en was sindsdien 100% eigenaar van Hermes.